# Factory Cove
Die Factory Cove (englisch für Fabrikbucht, in Argentinien Fondeadero Factoría und Caleta Factoría) ist eine kleine Bucht an der Westküste von Signy Island im Archipel der Südlichen Orkneyinseln. Sie liegt zwischen dem Knife Point und dem Berntsen Point im südlichen Teil der Borge Bay. Am Ostufer ihres Kopfendes liegt die Signy-Station.
Der Norweger Hans Engelbert Borge (1873–1946), Kapitän des Walfängers Polynesia, kartierte sie zwischen 1913 und 1914 grob. Auf einer Landkarte von Borges Landsmann Petter Sørlle (1884–1933) ist die Bucht als Borge Havna verzeichnet. Borges Name wurde später auf die Bucht übertragen, zu deren Nebenbuchten die Factory Cove gehört. Letztere erkundeten Wissenschaftler der britischen Discovery Investigations im Jahr 1927 und gaben ihr einen neuen Namen. Namensgeber ist eine kleine Fabrik, die in den 1920er bis in die 1930er Jahre am Ufer der Bucht zur Verarbeitung von Walkadavern in Betrieb war.